# 索爾國家公園
52°35′N 88°20′E / 52.583°N 88.333°E

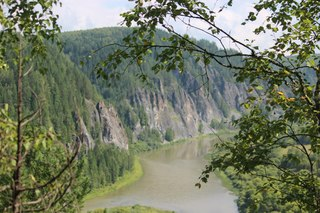

索爾國家公園是俄羅斯的國家公園，位於該國南部科麥羅沃州，成立於1989年12月27日，面積4,180平方公里，受溫帶大陸性濕潤氣候影響，有14種魚類、183種鳥類、61種哺乳類動物棲息。